# Petalocephala conica
Petalocephala conica är en insektsart som beskrevs av Walker 1851. Petalocephala conica ingår i släktet Petalocephala och familjen dvärgstritar. Inga underarter finns listade i Catalogue of Life.